# Đằng Hải
Đằng Hải là một phường cũ từng thuộc quận Hải An, thành phố Hải Phòng, Việt Nam.

## Địa lý
Phường Đằng Hải có vị trí địa lý:
- Phía đông giáp phường Nam Hải
- Phía tây giáp phường Đằng Lâm
- Phía nam giáp phường Thành Tô
- Phía bắc giáp phường Đông Hải 1 và phường Đông Hải 2.

Phường Đằng Hải có diện tích 3,12 km², dân số năm 2022 là 23.384 người, mật độ dân số đạt 7.494 người/km².

## Lịch sử
Ngày 20 tháng 12 năm 2002, Chính phủ ban hành Nghị định số 106/2002/NĐ-CP về việc thành lập phường Đằng Hải trên cơ sở toàn bộ 298,34 ha diện tích tự nhiên và 7.979 nhân khẩu của xã Đằng Hải thuộc huyện An Hải.
Ngày 20 tháng 7 năm 2022, HĐND TP. Hải Phòng ban hành Nghị quyết số 26/NQ-HĐND về việc:
- Sáp nhập một phần tổ dân phố số 17 vào tổ dân phố số 13.
- Sáp nhập một phần tổ dân phố số 17 vào tổ dân phố số 15.

Ngày 16 tháng 6 năm 2025, Ủy ban Thường vụ Quốc hội ban hành nghị quyết sắp xếp đơn vị hành chính cấp xã của thành phố Hải Phòng năm 2025. Theo đó, toàn bộ diện tích tự nhiên, quy mô dân số của phường Đằng Hải được sắp xếp toàn bộ diện tích tự nhiên, quy mô dân số của các phường Cát Bi, Đằng Lâm, Thành Tô, Tràng Cát, một phần diện tích tự nhiên, quy mô dân số của phường Nam Hải và một phần diện tích tự nhiên của phường Đông Hải 2 thành phường mới có tên gọi là phường Hải An.